# Osvaldo Desideri
Osvaldo Desideri (* 16. Februar 1939 in Rom; † 18. Oktober 2023 ebenda) war ein italienischer Artdirector und Szenenbildner, der unter anderem einen Oscar für das beste Szenenbild gewann.

## Leben
Desideri begann seine Tätigkeit als Artdirector und Szenenbildner 1969 bei dem Film Mord im schwarzen Cadillac und wirkte an der szenischen Ausstattung von über 70 Filmen mit.
Bei der Oscarverleihung 1988 gewann er zusammen mit Ferdinando Scarfiotti und Bruno Cesari den Oscar für das beste Szenenbild in dem von Bernardo Bertolucci inszenierten Film Der letzte Kaiser (1987) mit John Lone, Joan Chen und Peter O’Toole in den Hauptrollen. Für das Produktionsdesign gewannen er, Scarfiotti und Cesari auch 1988 den David di Donatello.
Für den Film Gli indesiderabili (2003) von Pasquale Scimeca mit Antonio Catania, Marcello Mazzarella und Vincenzo Albanese war er mit seiner Tochter Eva Desideri 2004 für das Nastro d’Argento des Sindacato Nazionale Giornalisti Cinematografici Italiani (SNGCI) nominiert.
Osvaldo Desideri starb im Oktober 2023 im Alter von 84 Jahren.

## Filmografie (Auswahl)
- 1969: Mord im schwarzen Cadillac (Femmine insaziabili)
- 1970: Der große Irrtum (Il conformista)
- 1974: Der Nachtportier (Il portiere di notte)
- 1975: Die 120 Tage von Sodom (Salò o le 120 giornate di Sodoma)
- 1975: Beruf: Reporter (Professione: Reporter)
- 1975: Der Messias (Il Messia)
- 1976: Stadt in Panik (Paura in città)
- 1977: Jenseits von Gut und Böse (Al di là del bene e del male)
- 1978: Sie nannten ihn Mücke (Lo chiamavano Bulldozer)
- 1980: Plattfuß am Nil (Piedone d’Egitto)
- 1981: Eine Faust geht nach Westen (Occhio alla penna)
- 1982: Der Bomber (Bomber)
- 1984: Es war einmal in Amerika (Once Upon a Time in America)
- 1986: Der Professor (Il camorrista)
- 1987: Der letzte Kaiser (The Last Emperor)
- 1990: Nachtsonne (Il sole anche di notte)
- 1990: Am Ende des Tages (Verso sera)
- 1991: Vacanze di Natale ’91
- 2002: The Piano Player
- 2003: Gli indesiderabili
- 2010: I bambini della sua vita

## Auszeichnungen
- 1988: Oscar in der Kategorie Bestes Szenenbild für Der letzte Kaiser
- 1988: David di Donatello in der Kategorie Bestes Szenenbild für Gli indesiderabili